# Tulpen uit Antwerpen
Tulpen uit Antwerpen is een programma op Play4 waar vanuit Studio Play Zuid, Vlaamse artiesten een oorwurm uit Nederland coveren en artiesten uit Nederland nemen dan weer Vlaamse klassiekers onder handen. De presentatie is in handen van Kat Kerkhofs en Buddy Vedder.
In het programma wordt de Nederlandstalige muziek in de schijnwerpers gezet. Daarbij komen zowel liedjes uit de oude doos als populaire recente nummers aan bod. Ook het genre speelt geen rol. De artiesten brengen de covers altijd in een eigen creatief jasje. Elke aflevering wordt er gestemd voor de uiteindelijke finale.
Ondanks dat het programma een coproductie tussen Nederland en België was, werd het programma nooit in Nederland uitgezonden; dit kwam mede door de slechte recensies die het programma in België kreeg.

## Deelnemers
De Vlaamse artiesten die deelnemen zijn:
- Cleymans & Van Geel
- Clouseau
- Belle Pérez
- Helmut Lotti
- Karen Damen
- Willy Sommers
- Peter Vanlaet
- Franky De Smet-Van Damme
- Bart Peeters
- Barbara Dex
- Astrid Stockman
- Lady Linn
- Grace Khuabi
- Maksim Stojanac
- Loredana De Amicis
- Christoff De Bolle
- Olivia Trappeniers
- Brysa

De Nederlandse artiesten die deelnemen zijn:
- Jeroen van der Boom
- Eva Simons
- Kris Kross Amsterdam
- Tino Martin
- Berget Lewis
- Nyassa Alberta
- René Froger
- Rob Dekay
- René Karst
- Shary-An
- Jamai Loman
- Tim Akkerman
- Bizzey
- Samantha Steenwijk
- Danny de Munk
- Douwe Bob
- OG3NE
- Romy Monteiro
- Marlayne Sahupala

## Afleveringen
| Aflevering | Uitzenddatum     | Artiesten |
| ---------- | ---------------- | --- |
| 1          | 9 februari 2023  | Cleymans & Van Geel, Bart Peeters, Belle Pérez, Samantha Steenwijk, Bizzey, Tim Akkerman                                                                                              |
| 2          | 16 februari 2023 | Lady Linn, Christoff De Bolle, Loredana De Amicis, Nyassa Alberta, René Froger, Rob Dekay                                                                                             |
| 3          | 23 februari 2023 | Belle Pérez, Clouseau, Grace Khuabi, Jeroen van der Boom, Eva Simons, Romy Monteiro                                                                                                   |
| 4          | 2 maart 2023     | Astrid Stockman, Bart Peeters, Olivia Trappeniers, Douwe Bob, René Froger, Danny de Munk                                                                                              |
| 5          | 9 maart 2023     | Barbara Dex, Brysa, Peter Vanlaet, René Karst, Jamai Loman, Shary-An |
| 6          | 16 maart 2023    | Helmut Lotti, Olivia Trappeniers, Willy Sommers, Kris Kross Amsterdam, Berget Lewis, Tino Martin                                                                                      |
| 7          | 23 maart 2023    | Karen Damen, Franky De Smet-Van Damme, Maksim Stojanac, Marlayne Sahupala, Jeroen van der Boom, OG3NE                                                                                 |
| Finale     | 30 maart 2023    | Bart Peeters, Loredana De Amicis, Clouseau, Brysa, Olivia Trappeniers, Maksim Stojanac, Tim Akkerman, Rob Dekay, Jeroen van der Boom, Danny de Munk, Jamai Loman, Berget Lewis, OG3NE |

### Covers
| Aflevering | Artiest                                               | Nummer                               | Originele artiest              |
| ---------- | ----------------------------------------------------- | ------------------------------------ | ------------------------------ |
| 1          | Cleymans & Van Geel                                   | Daar in dat kleine café aan de haven | Vader Abraham (Pierre Kartner) |
| 1          | Belle Pérez                                           | 1 nacht alleen                       | Doe Maar                       |
| 1          | Bart Peeters                                          | Leef                                 | André Hazes jr.                |
| 1          | Samantha Steenwijk                                    | Ik wil je                            | De Kreuners                    |
| 1          | Bizzey                                                | Domino                               | Clouseau                       |
| 1          | Tim Akkerman                                          | Hé, lekker beest                     | Isabelle A                     |
| 2          | Lady Linn                                             | Zo vrolijk                           | Herman van Veen                |
| 2          | Christoff De Bolle                                    | Oerend hard                          | Normaal                        |
| 2          | Loredana De Amicis                                    | Kronenburg Park                      | Frank Boeijen                  |
| 2          | René Froger                                           | Drink rode wijn                      | Joe Harris                     |
| 2          | Nyassa Alberta                                        | Mia                                  | Gorki                          |
| 2          | Rob Dekay                                             | Goud                                 | Bazart                         |
| 3          | Belle Pérez                                           | Iedereen is van de wereld            | The Scene                      |
| 3          | Clouseau                                              | Laat me                              | Ramses Shaffy                  |
| 3          | Grace Khuabi                                          | Je loog tegen mij                    | Drukwerk                       |
| 3          | Jeroen van der Boom                                   | Ik mis je zo                         | Will Tura                      |
| 3          | Romy Monteiro                                         | Ik hou van u                         | Noordkaap                      |
| 3          | Eva Simons                                            | Dit is wat mijn mama zei             | Metejoor                       |
| 4          | Bart Peeters                                          | Liefde van later                     | Herman van Veen                |
| 4          | Olivia Trappeniers                                    | Afscheid                             | Volumia!                       |
| 4          | Astrid Stockman                                       | Vrijgezel                            | Benny Neyman                   |
| 4          | René Froger                                           | Diep                                 | Get Ready!                     |
| 4          | Danny de Munk                                         | Verloren hart, verloren droom        | Johnny White                   |
| 4          | Douwe Bob                                             | Meisjes                              | Raymond van het Groenewoud     |
| 5          | Peter Vanlaet                                         | Amsterdam                            | Flemming                       |
| 5          | Brysa                                                 | Het is een nacht                     | Guus Meeuwis                   |
| 5          | Barbara Dex                                           | Ik heb zo waanzinnig gedroomd        | Kinderen voor Kinderen         |
| 5          | Rene Karst                                            | Mijn vriend Benjamin                 | Louis Neefs                    |
| 5          | Shary-An                                              | 'k Voel me goed                      | Johan Verminnen                |
| 5          | Jamai Loman                                           | Ca c'est la vie                      | Danny Fabry                    |
| 6          | Helmut Lotti                                          | Zondag                               | Rob de Nijs                    |
| 6          | Olivia Trappeniers                                    | Zeg maar niets meer                  | André Hazes                    |
| 6          | Willy Sommers                                         | Jij bent zo                          | Jeroen van der Boom            |
| 6          | Kris Kross Amsterdam (feat. Donnie en Roxeanne Hazes) | Oya Lélé / Der af (Oya lélé)         | K3                             |
| 6          | Berget Lewis                                          | Allemaal                             | Wim Soutaer                    |
| 6          | Tino Martin                                           | Ik ben verliefd op jou               | Paul Severs                    |
| 7          | Karen Damen                                           | Verdronken vlinder                   | Boudewijn de Groot             |
| 7          | Franky De Smet-Van Damme                              | Heb je even voor mij                 | Frans Bauer                    |
| 7          | Maksim Stojanac                                       | Ik voel me zo verdomd alleen         | Danny de Munk                  |
| 7          | Jeroen van der Boom                                   | Vuurwerk                             | Camille Dhont                  |
| 7          | Marlayne Sahupala                                     | Eenzaam zonder jou                   | Will Tura                      |
| 7          | OG3NE                                                 | Koning Liefde                        | Tourist LeMC                   |

### Duet
Er wordt elke aflevering ook een duet gezongen door één Vlaamse en één Nederlandse artiest. Dit gebeurt tijdens de stemming van het publiek.
| Aflevering | Artiesten                           | Nummer                  | Originele artiest              |
| ---------- | ----------------------------------- | ----------------------- | ------------------------------ |
| 1          | Bart Peeters & Samantha Steenwijk   | Liefde voor muziek      | Raymond van het Groenewoud     |
| 2          | Loredana De Amicis & Nyassa Alberta | België                  | Het Goede Doel                 |
| 3          | Belle Pérez & Jeroen van der Boom   | Nu wij niet meer praten | Jaap Reesema & Pommelien Thijs |
| 4          | Astrid Stockman & René Froger       | Kom van dat dak af      | Peter Koelewijn                |
| 5          | Peter Vanlaet & René Karst          | Ik wou dat ik jou was   | Veldhuis & Kemper              |
| 6          | Olivia Trappeniers & Tino Martin    | Zoutelande              | BLØF & Geike Arnaert           |
| 7          | Karen Damen & Buddy Vedder          | Smoorverliefd           | Doe Maar                       |

## Stemmen
Elke aflevering wordt er gestemd. Het publiek in de studio beslist welk nummer doorstroomt naar de grote finale. Het Vlaamse publiek kiest één cover van de Nederlandse artiesten en het Nederlandse publiek kiest één cover van de Vlaamse artiesten. Uiteindelijk wordt er langs beide landsgrenzen een winnende cover aangeduid.

## Winnaars
| Aflevering | Artiest             | Nummer                        | Originele artiest |
| ---------- | ------------------- | ----------------------------- | ----------------- |
| 1          | Bart Peeters        | Leef                          | André Hazes jr.   |
| 1          | Tim Akkerman        | Hé, lekker beest              | Isabelle A        |
| 2          | Loredana De Amicis  | Kronenburg Park               | Frank Boeijen     |
| 2          | Rob Dekay           | Goud                          | Bazart            |
| 3          | Clouseau            | Laat me                       | Ramses Shaffy     |
| 3          | Jeroen van der Boom | Ik mis je zo                  | Will Tura         |
| 4          | Astrid Stockman     | Vrijgezel                     | Benny Neyman      |
| 4          | Danny de Munk       | Verloren hart, verloren droom | Johnny White      |
| 5          | Brysa               | Het is een nacht              | Guus Meeuwis      |
| 5          | Jamai Loman         | Ca c'est la vie               | Danny Fabry       |
| 6          | Olivia Trappeniers  | Zeg maar niets meer           | André Hazes       |
| 6          | Berget Lewis        | Allemaal                      | Wim Soutaer       |
| 7          | Maksim Stojanac     | Ik voel me zo verdomd alleen  | Danny de Munk     |
| 7          | OG3NE               | Koning Liefde                 | Tourist LeMC      |
| Finale     | Maksim Stojanac     | Ik voel me zo verdomd alleen  | Danny de Munk     |
| Finale     | OG3NE               | Koning Liefde                 | Tourist LeMC      |